# ニャンダルア (カウンティ)
ニャンダルア（スワヒリ語: Wilaya ya Nyandarua、英語: Nyandarua County）は、ケニアの旧中央州北西部のカウンティ。
中心都市はオル・カロウ。
かつて中心都市だったニャフルルは、現在はライキピア (カウンティ)の中心都市である。
2009年の人口は59万6268人。
アベルダレ山地が有る。

## 人口
- 1979年8月24日：23万3302人
- 1989年8月24日：34万5420人
- 1999年8月24日：47万9902人
- 2009年8月24日：59万6268人[3]

## 隣接カウンティ
- 北：ライキピア
- 東： ニエリ
- 南東： ムランガ
- 南： キアンブ
- 西： ナクル

## 経済
自給農業が中心である。
1990年代後半に除虫菊の生産・加工が盛んになったが、経営失敗と腐敗によって多くの農家の生計を損ねた。

## 中央ケニア
| カウンティ   | %    |
| ------------ | ---- |
| キアンブ     | 60.8 |
| ニエリ       | 24.5 |
| ニャンダルア | 18.5 |
| ムランガ     | 16.3 |
| キリニャガ   | 15.8 |
| ケニア平均   | 32.3 |

| カウンティ   | %    |
| ------------ | ---- |
| キリニャガ   | 25.2 |
| ムランガ     | 28.5 |
| キアンブ     | 28.9 |
| ニエリ       | 32.7 |
| ニャンダルア | 46.6 |
| ケニア平均   | 45.9 |

## 著名人[7]
- ジョン・ヌグギ(John Ngugi Kamau)
  - 1962年5月10日～
  - ケニア代表の陸上選手
    - 1985年：アフリカ陸上選手権(エジプト・カイロ)銅メダル(5000m)
    - 1986年：世界クロスカントリー選手権大会(スイス・ヌーシャテル)金メダル
    - 1987年：世界クロスカントリー選手権大会(ポーランド・ワルシャワ)金メダル・アフリカ競技大会(ケニア・ナイロビ)金メダル(5000m)
    - 1988年：世界クロスカントリー選手権大会(ニュージーランド・オークランド)金メダル・ソウル五輪1988金メダル(5000m)
    - 1989年：世界クロスカントリー選手権大会(ノルウェー・スタバンゲル)金メダル・アフリカ陸上競技選手権大会(ナイジェリア・ラゴス)金メダル(5000m)
    - 1990年：コモンウェルスゲームズ (ニュージーランド・オークランド)銀メダル(5000m)
    - 1992年：世界クロスカントリー選手権大会(アメリカ・ボストン)金メダル

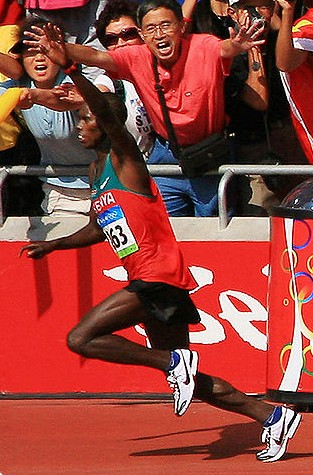
サムエル・ワンジル

- サムエル・ワンジル(Samuel Kamau Wanjiru)
  - 1986年11月10日～2011年5月15日
  - ケニア代表のマラソン選手
    - 2007年：福岡国際マラソン金メダル
    - 2008年：ロンドンマラソン銀メダル・北京五輪2008金メダル
    - 2009年：ロンドンマラソン金メダル・シカゴマラソン金メダル
    - 2010年：シカゴマラソン金メダル